# دانیل لیتل
دانیل ای. لیتل (به انگلیسی: Daniel E. Little) (زاده ۱۹۴۹) استاد فلسفه در دانشگاه میشیگان–دیربورن و استاد جامعه‌شناسی و سیاست عمومی در دانشگاه میشیگان، ان‌آربور است. او پیشتر به عنوان رئیس دانشگاه میشیگان–دیربورن (۲۰۰۰–۲۰۱۸) خدمت می‌کرد.

## زندگینامه
دانیل لیتل در سال ۱۹۷۱ دو مدرک کارشناسی در رشته‌های فلسفه و ریاضی از دانشگاه ایلینوی در اربانا-شمپین و در سال ۱۹۷۷ نیز از دانشگاه هاروارد دکترای فلسفه دریافت نمود.
لیتل پس از حضور در دانشگاه هاروارد، در پست‌های هیئت علمی در دانشگاه ویسکانسین–پارکساید، کالج ولزلی، دانشگاه کولگیت و در سال‌های ۱۹۹۶ تا ۲۰۰۰ به عنوان معاون امور علمی در دانشگاه بوکنل خدمت کرد.
در سال‌های ۱۹۸۹–۱۹۹۱ به عنوان پژوهشگر مدعو در مرکز امور بین‌الملل دانشگاه هاروارد فعال بود.
حوزه‌های تخصصی و صلاحیت او شامل فلسفه علوم اجتماعی، فلسفه اجتماعی و سیاسی و مطالعات آسیایی است.
او پژوهشگری فعال است و در زمینه روش‌شناسی علوم اجتماعی، علیت و سازوکارهای اجتماعی، فلسفه اجتماعی و فلسفه سیاسی و مطالعات چین مطالب و سخنرانی‌های بسیاری دارد.
وی به عنوان دانشیار در موسسه تحقیقات اجتماعی و مرکز مطالعات چینی در دانشگاه میشیگان فعالیت دارد.
او به‌طور فعال در جامعه شهری دیترویت درگیر است و در هیئت‌های غیرانتفاعی در میشیگان که مربوط به حقوق مدنی، روابط نژادی و بهبود درک بین گروهی هستند، خدمت می‌کند. او در حال حاضر در هیئت مدیره لیگ میشیگان برای سیاست عمومی و شبکه دسترسی کالج میشیگان، با خدمات هیئت مدیره قبلی با نیو دیترویت، سیتی یارد دیترویت، لیگ شهری دیترویت، تلویزیون عمومی دیترویت، و انجمن جانورشناسی دیترویت خدمت می‌کند.
او یکی از اعضای هیئت علمی اصلی برنامه علم، فناوری و سیاست عمومی (STPP) از طریق دانشگاه میشیگان مدرسه سیاست عمومی جرالد آر. فورد است.

### مقاله‌های مهم
- اقتصاد، مدخل دانیل لیتل در «دانشنامه روتلج فلسفه علم»
- تاریخ (مدخل در «دانشنامه استاندارد فلسفه»)
- تحلیلی و بقیه جامعه‌شناسی (جامعه‌شناسی ۲۰۱۲)
- فلسفه تاریخ چیست؟: دانیل لیتل، ترجمه حمید گودرزی، مجله اطلاعات حکمت و معرفت، سال پنجم، شماره ۴.